# Monte Xecara
O monte Xecara (შხარა) o ponto mais alto da Geórgia e situa-se na região da Suanécia, a sudeste do Monte Elbrus e na fronteira Geórgia-Rússia. Estima-se a sua altitude em 5201 m, pelo que é a terceira mais alta montanha da Europa e do Cáucaso.

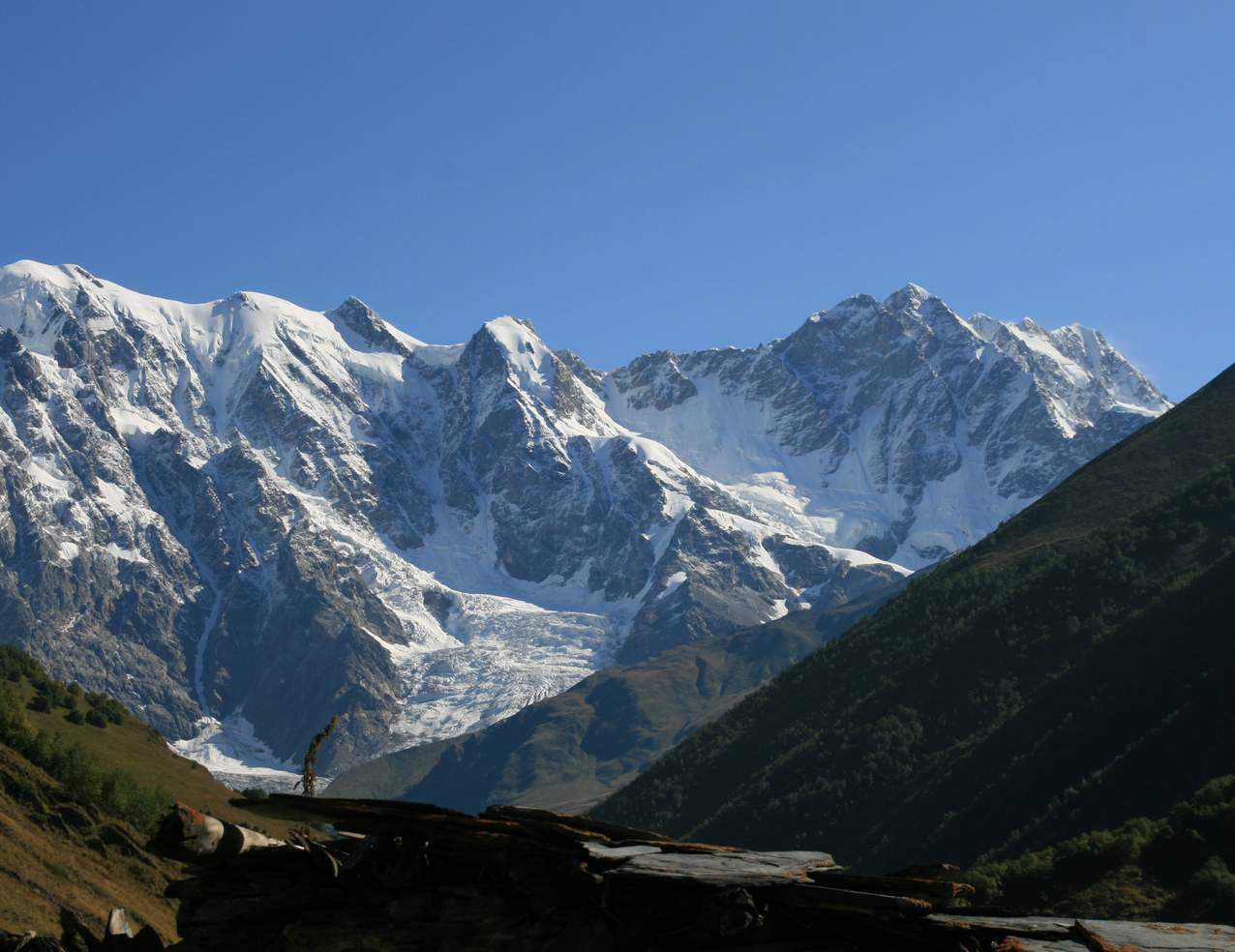
Monte Xecara